# Гарт Никс
Гарт Никс (на английски: Garth Nix) е австралийски писател на бестселъри в жанра фентъзи и научна фантастика, и на книги за деца.

## Биография и творчество
Гарт Никс е роден на 19 юли 1963 г. в Мелбърн, Австралия. Израства в Канбера, Австралия. От малък много обича да играе на популярните компютърни ролеви игри, като „Dungeons & Dragons“. След гимназията желае да стане военен и в продължение на 4 години е хоноруван войник от резерва в австралийската армия, в обслужващия взвод „Assault Pioneer“. Макар да пътува много в Обединеното кралство, с очуканата си кола „Остин“ и пишещата машина, работата в затворената система на армията не му харесва.
Едновременно с работата си се опитва да пише. Първият му разказ „Sam, Cars, and the Cuckoo“ е публикуван през 1982 г. в списание „White Dwarf“. Завръща се в Австралия през 1983 г. Учи в Университета в Канбера в периода 1984-1986 г. и завършва с бакалавърска степен по кинодраматургия и професионално писане. След завършването си работи в книжарница в Камбера. През 1987 г. отива в Сидни в малко академично издателство и работи като търговски представител и публицист по издаването на месечно списание. После се прехвърля като главен редактор в мултинационалното издателство „Харпър Колинс“.
Заедно с работата си продължава да пише. Първият му роман за деца „The Ragwitch“ излиза през 1991 г., но няма успех. Тогава решава да се насочи към сериите романи и под влиянието на произведенията на Роджър Зелазни и Филип Хосе Фармър започва пише фентъзито „Сабриел“.
През 1993 г. той отново пътува в Азия, Близкия изток и Източна Европа, след което основава своя собствена компания „Gotley Никс Evans Pty Ltd“, с която работи в областта на маркетинг консултациите в периода 1996-1998 г. През 1998 г., след публикацията на първия му успешен роман „Сабриел“ от поредицата „Старото Кралство“ се отдава изцяло на писателската си кариера. Той обаче не е много подготвен за промяната и писането не му спори. Затова в периода 1999-2002 г. работи като литературен агент на свободна практика към „Curtis Brown“. През 2002 г. той отново се посвещава на писателското си поприще.
През 2000 г. се жени за съпругата си Анна, която е издател. Имат двама сина – Томас и Хенри.
В следващите години Гарт Никс завършва серията „Старото Кралство“, както и сериите „Седмата кула“ и „Ключовете на Кралството“.
Произведенията на писателя често са в списъците на бестселърите на „Ню Йорк Таймс“ и „Пъблишер Уикли“. Те са преведени на 37 езика и са издадени по целия свят в над 5 милиона копия.
В допълнение на работата си като писател на фентъзи, Никс е написал няколко сценария. Автор е и на есета, статии и новини в областта на информационните технологии, които публикува в „Computerworld“ и „PCWorld“.
Гарт Никс живее със съпругата си и синовете си в предградието Куджи Бийч на Сидни, Австралия. Обича риболова и сърфирането, да чете и да гледа филми.

## Произведения

### Самостоятелни романи
- The Ragwitch (1991)
- Shade's Children (1997)
- A Confusion of Princes (2012)

### серия „Старото Кралство“ (Old Kingdom)
1. Sabriel (1996)
Сабриел, изд. „ИнфоДАР“ (2008), прев. Александра Павлова
2. Lirael: Daughter of the Clayr (2001)
Лираел, изд. „ИнфоДАР“ (2008), прев. Александра Павлова
3. Abhorsen (2003)
Абхорсен, изд. „ИнфоДАР“ (2008), прев. Александра Павлова
4. The Creature in the Case (2005)

- Sabriel Graphic Novel (2013)

### серия „Седмата кула“ (Seventh Tower)
1. The Fall (2000)
2. Castle (2000)
3. Aenir (2000)
4. Above The Veil (2001)
5. Into Battle (2001)
6. The Violet Keystone (2001)

### серия „Ключовете на Кралството“ (Keys to the Kingdom)
1. Mister Monday (2003)
2. Grim Tuesday (2003)
3. Drowned Wednesday (2004)
4. Sir Thursday (2006)
5. Lady Friday (2007)
6. Superior Saturday (2008)
7. Lord Sunday (2010)

### серия „Опасни близнаци“ (Troubletwisters) – в съавторство сШон Уилямс
1. Troubletwisters (2011)
2. The Monster (2012)
3. The Mystery (2013)

### Участие в общи серии с други писатели

#### серия „Австралийски истории“ (Aussie Bites)
- Serena and the Sea Serpent (2000)

от серията има още 6 романа от различни автори

#### серия „Досиетата Х“ (X-Files) – юношеска серия
1. The Calusari (1997) – в съавторство с Елън Стайбър
Истината е някъде там!, изд. „Жар – Жанет Аргирова“ (1998), прев. Богдан Русев, Василена Сиракова
от серията има още 15 романа от различни автори

### Сборници с участието на Гарт Никс
- Fantastic Worlds (1999)
- A Wolf At the Door (2000)
- Kids' Night In: Warchild (2003) – с Еоин Колфър, Ани Далтън, Майкъл Морпурго, Дарън Шан и Жаклин Уилсън
- Across the Wall: Tales of the Old Kingdom And Beyond (2005)
- One Beastly Beast: Two Aliens, Three Inventors, Four Fantastic Tales (2007)
- Midnight Feast: Warchild (2011) – с Мег Кабът, Оуън Колфър, Антъни Хоровиц, Луис Ренисън и Дарън Шан
- Sir Hereward and Mister Fitz: Three Adventures (2011)

### Разкази
- Sam, Cars, and the Cuckoo (1982)
- Down to the Scum Quarter: A Farcical Fantasy Solo Adventure (1987)
- From the Lighthouse (1996)
- The Kind Old Sun Will Know (1996)
- Bill the Inventor (1998)
- Blackbread the Pirate (1999)
- Serena and the Sea Serpent (2000)
- Hansel's Eyes (2000)
- Three Roses (2000)
- Lightning Bringer (2001)
- The Hill (2001)
- Lirael (excerpt) (2001)
- Under the Lake (2001)
- Heart's Desire – Nimue's story (2002)
- Hope Chest (2003)
- Abhorsen (Extract) (2003)
- Endings (2004)
- Read It in the Headlines! (2005)
- Charlie Rabbit (2005)
- Dog Soldier (2006)
- The Princess and the Beastly Beast (2007)
- Holly and Iron (2007)
- Bad Luck, Trouble, Death, and Vampire Sex (2007)
- Old Friends (2008)
- Infestation (2008)
- Strange Fishing in the Western Highlands (2008)
- The Heart of the City (2009)
- An Unwelcome Guest (2009)
- Punctuality (2009)
- The Quiet Knight (2009)
- Stop! (2009)
- The Highest Justice (2010)
- Vampire Weather (2011)
- Ambrose and the Ancient Spirits of East and West (2011)
- The Curious Case of the Moondawn Daffodils Murder (2011)
- Peace in Our Time (2011)
- A Sidekick of Mars (2012)
- A Handful of Ashes (2012)
- You Won't Feel a Thing (2012)

### Филмография
- 2011 The Missing Key – анимационен филм, продуцент